# Conde de Lancaster
Conde de Lancaster fue un título perteneciente a la nobleza de Inglaterra creado en 1267 y absorbida por la Corona en 1399.

## Lista de condes de Lancaster
| Imagen | Nombre                                                   | Conde desde              | Conde hasta              | Notas                                                            |
| ------ | -------------------------------------------------------- | ------------------------ | ------------------------ | ---------------------------------------------------------------- |
|        | Edmundo de Lancaster 1.er conde de Lancaster             | 30 de junio de 1267      | 5 de junio de 1296       | Hijo de Enrique III de Inglaterra                                |
|        | Tomás de Lancaster 2.do conde de Lancaster               | 8 de septiembre de 1298  | 22 de marzo de 1322      | Hijo de Edmundo de Lancaster.                                    |
|        | Enrique de Lancaster 3.er conde de Lancaster             | 26 de octubre de 1326    | 22 de septiembre de 1345 | Hijo de Edmundo y hermano de Tomás de Lancaster.                 |
|        | Enrique de Grosmont 4.to conde y 1.er duque de Lancaster | 22 de septiembre de 1345 | 23 de marzo de 1361      | Hijo de Enrique de Lancaster.                                    |
|        | Juan de Gante 5.to conde y 1.er duque de Lancaster       | 14 de agosto de 1361     | 3 de febrero de 1399     | Yerno de Enrique de Grosmont.                                    |
|        | Enrique Bolingbroke 6.to conde y 2.do duque de Lancaster | 3 de febrero de 1399     | 30 de septiembre de 1399 | Hijo de Juan de Gante. Se convierte en Enrique IV de Inglaterra. |